# Muscicapa tyrrhenica
A Muscicapa tyrrhenica a madarak (Aves) osztályának verébalakúak (Passeriformes) rendjébe, ezen belül a légykapófélék (Muscicapidae) családjába tartozó faj.

## Rendszerezése
A fajt Guido Schiebel írta le 1910-ben, a szürke légykapó (Muscicapa striata) alfajaként Muscicapa striata tyrrhenica néven. Önálló fajjá nevezését, még nem mindegyik szervezet fogadja el.

## Alfajai
- Muscicapa tyrrhenica balearica - (Jordans, 1913)
- Muscicapa tyrrhenica tyrrhenica - (Schiebel, 1910)

## Előfordulása
A Baleár-szigeteken, Korzika és Szardínia szigetein honos. A telet Afrikában tölti. 

## Természetvédelmi helyzete
A Természetvédelmi Világszövetség Vörös listáján nem szerepel.